# 粗唇龜鯔
粗唇龜鯔為輻鰭魚綱鯔形目鯔科的其中一種，分布於東大西洋區，從斯堪地那維亞半島、冰島至塞內加爾、維德角群島海域，包括地中海及黑海東南部，體長可達75公分，棲息在沿岸、潟湖，為雜食性，以矽藻、藻類、小型無脊椎動物為食，可做為食用魚、遊釣魚及觀賞魚。

## 擴展閱讀
維基物種上的相關：粗唇龜鯔